# Srebrni letač
Srebrni letač je izmišljen superheroj koji se pojavljuje u američkim stripovima koje objavljuje Marvel Comics. Karakter se također pojavljuje u nizu adaptacija filmova, televizije i videoigara. Lika je stvorio Jack Kirby, a prvi put se pojavio u stripu Fantastic Four # 48, objavljenom 1966. godine.
Silver Surfer je humanoid s metalnom kožom koja može putovati kroz prostor pomoću svog plovila poput daske. Izvorno je mlad astronom nazvan Norrin Radd na planetu Zenn-La, spasio je svoj domovinski planet od plantažera, Galactusa, služeći se svojim glasnikom. Zamijenjen u zamjenu s malenim dijelom Galactusove Snage Kozmičke, Radd je stekao veliku moć, novo tijelo i jedrilicu nalik na dasku na kojoj je mogao putovati brže od svjetlosti. Sada poznat kao Silver Surfer, Radd je jurio kozmosom koji traži planete za Galactus da konzumiraju. Kad su ga putovi odveli na Zemlju, susreo se s Fantastično četvorkom, koji su mu je pomogli otkriti njegovu humanost.
U 2011. godini IGN je rangirao Silver Surfer 41. u svojim popisima "Top 100 Comic Heroes". Redatelj je prikazao Doug Jones, a glumio ga je Laurence Fishburne u filmu Fantastic Four iz 2007: Rise of Silver Surfer.